# Al-Hussein Gambour
Al-Hussein Gambour, född 21 augusti 1989, är en libysk roddare.
Gambour tävlade för Libyen vid olympiska sommarspelen 2016 i Rio de Janeiro, där han slutade på 32:a plats i singelsculler. Vid olympiska sommarspelen 2020 i Tokyo slutade Gambour på femte plats i E-finalen i singelsculler, vilket var totalt 29:e plats i tävlingen.